# Деяние в уголовном праве
Дея́ние — в уголовном праве — акт осознанно-волевого поведения, в форме действия или бездействия, повлёкший общественно опасные последствия. 
Деяние является обязательным признаком события преступления и объективной стороны преступления как его элемента.

## Понятие деяния
Понятие деяния не раскрывается в уголовном законодательстве, однако традиционно выделяются две формы деяния: преступное действие и преступное бездействие. УК России называет эти варианты как альтернативные («Не является преступлением действие (бездействие)...»), в других уголовных кодексах также указывается на возможность совершения преступления путём бездействия (§ 13 УК ФРГ: «Кто, бездействуя, вызывает наступление последствия, предусмотренного составом преступления, подлежит наказанию по этому закону только тогда, когда он юридически был обязан не допускать наступления последствия и если бездействие соответствует выполнению состава преступления путём действия»), либо устанавливается ответственность за преступления, которые можно осуществить только путём совершения бездействия (так, УК Франции 1992 года, не раскрывая понятия «деяние», устанавливает в ст. 223-4 ответственность за оставление без помощи лица, которое не в состоянии себя защитить).
Действие представляет собой активное поведение, бездействие — пассивное. Большинство составов преступлений (в уголовном праве России — более 2/3) осуществляется лишь путём действия. Другие деяния могут быть совершены лишь путём пассивного уклонения от выполнения определённой обязанности (например, это уклонение от воинской обязанности). Наконец, некоторые преступления могут быть совершены как путём выполнения активных действий, так и являться результатом пассивного невыполнения лицом возложенных на него обязанностей (например, убийство).
Преступная сущность деяния определяется его общественной опасностью и противоправностью. Деяние всегда предполагает объективную возможность наступления в результате его совершения определённых вредных последствий для охраняемых уголовным правом объектов.
Обязательным условием уголовной ответственности за совершение деяния является его осознанно-волевой характер. Если лицо не имело возможности воздержаться от совершения определенного действия или, напротив, не было в состоянии произвести требуемое от него действие вследствие непреодолимой силы или физического принуждения, оно не подлежит уголовной ответственности. Если такая возможность была в силу объективных причин (например, психического принуждения) ограничена, преступность деяния может быть исключена, при условии, что причинённый вред был меньше предотвращённого. В прочих случаях эти причины могут быть учтены при назначении наказания (в качестве смягчающих обстоятельств).

### История термина в российском уголовном праве
Объединение действия и бездействия в единый термин «деяние» встречается впервые в Основах уголовного законодательства Союза ССР и союзных республик 1958 года. Статья 7 Основ уголовного законодательства Союза ССР и союзных республик 1958 года говорит о «деянии (действии или бездействии)», и это показывает, что тогда в понятие деяния вкладывалось лишь действие и бездействие. Но в такой редакции понятие деяния не включало в себя общественно опасные последствия. Поскольку посягательство всегда означает нанесение вреда, это не согласовывалось с логическим толкованием слов «посягательство», «посягнуть». На вредные последствия приходится более 4/5 элементов, входящих в понятие «общественная опасность» деяния. В УК РФ скобки устранены и деяние включает как действие и бездействие, так и общественно опасные последствия.
Спор о том, входят ли в содержание деяния общественно опасные последствия, разгорелся перед принятием действующего Уголовного кодекса 1997 года. Его результатом было признание того, что деяние включает в себя не только действие и бездействие, но и наступившие общественно опасные последствия. Это связано с проблемой квалификации в противном случае события преступления в так называемых материальных составах: например, стрелочник неправильно повернул стрелку. Если крушения поезда не произойдёт (ошибку вовремя заметили и исправили), то его действие не будет преступным. Если же произойдёт катастрофа, то действия стрелочника можно будет квалифицировать как преступление.
П. С. Яни также включает в содержание деяния прямую причинно-следственную связь между действием (бездействием) и общественно опасным последствием.
Формулировка «деяние (действие или бездействие)», хотя и не включает в себя общественно опасные последствия, тем не менее перенята большинством Уголовных кодексов бывших союзных республик.

## Значение
- Деяние является центральным элементом преступления, составляет его сущность. Привлечение к уголовной ответственности за так называемый «голый умысел» (намерение совершить преступление) либо вследствие «опасного состояния» субъекта, которое не проявилось в поведении, направленном на причинение вреда объектам охраны уголовного права, недопустимо.
- Фактическое начало выполнения деяния является началом покушения на преступление.

## Формы
Деяние может быть осуществлено различными способами. Наиболее распространено физическое воздействие субъекта на других людей или на предметы внешнего мира, однако деяние может также проявляться в написании или произнесении слов (при угрозе убийством, клевете), совершении жестов (оскорбление), а также в пассивном невыполнении возложенной на лицо обязанности. Деяние может носить также характер интеллектуальной деятельности, направленной на создание информации, причём общественно опасный характер в данном случае имеет прежде всего сама созданная информация: примерами таких деяний являются создание вредоносных программ для ЭВМ, планирование агрессивной войны и т.д. Деяние всегда является проявлением сознательной деятельности человека и всегда должно быть выражено в окружающей действительности.
Деяние может быть совершено в форме действия или бездействия. Каждое конкретное преступление может совершаться либо только путём действия (изнасилование, кража, оскорбление), либо только путём бездействия (оставление в опасности, злостное уклонение от уплаты средств на содержание детей или нетрудоспособных родителей, неоказание помощи больному), либо как путём действия, так и путём бездействия (убийство, разглашение государственной тайны).

### Действие
Действие представляет собой некое телодвижение, направленное на достижение определённой цели, либо систему отдельных телодвижений, объединённых единой целью причинения вреда охраняемым законом интересам, благам и общественным отношениям, образующих систему общественно опасного поведения, систему преступной деятельности.
Началом преступного действия является любой акт противоправного поведения лица, создающий условия, способствующие причинению вреда охраняемым законом объектам (это имеет место, например, в случае, когда лицо совершает приготовительные действия: подыскивает соучастников, подготавливает орудия и средства совершения преступления и т.д.), либо непосредственно причиняющий такой вред.
Спорным является вопрос относительно того, ограничивается ли преступное действие действиями самого лица, либо включает также силы природы, которые такое лицо использует для достижения преступного результата. Одни авторы пишут, что действие охватывает не только телодвижения, но и иные силы и закономерности, которые сознательно используются субъектом: работа механизмов, стихий и т.д. Другие считают, что действие человека ограничивается исключительно сознательным телодвижением. Третьими авторами указывается, что нельзя вовсе не учитывать использование сил и закономерностей природы и действия механизмов, которое является способом воздействия на внешний мир, отделяя его от действия, однако речь о включении таких сил, закономерностей и механизмов в состав действия может входить лишь в случаях, когда они находятся под контролем лица, совершающего преступление. Согласно последней позиции, действием будет являться, например, сознательное непринятие водителем действий к предотвращению наезда на пешехода с целью причинить ему вред.
Традиционно считается преступным действием причинение вреда с использованием животных (например, собаки, обученной приносить чужие вещи хозяину), малолетних или иных лиц, не подлежащих уголовной ответственности. В таких случаях эти животные и лица выступают в качестве «живого орудия» преступления, а деяние характеризуется как посредственное причинение.
Заканчивается действие в момент прекращения поведения, направленного на причинение преступного вреда (независимо от добровольности такого прекращения), либо в момент наступления общественно опасных последствий. Действие также может лишаться признака преступности в случае декриминализации соответствующего преступления.
Преступные действия классифицируются по протяжённости во времени на одномоментные, у которых начало и конец практически совпадают во времени (например, оскорбление), разномоментные, имеющие определённую протяжённость во времени (например, незаконное предпринимательство), продолжаемые, состоящие из нескольких актов, направленных на реализацию единого умысла, длящиеся, в которых началом выступает действие, нарушающее уголовный закон, которое продолжается длительным невыполнением определённой обязанности, и с отдалённым результатом, в которых последствия наступают через длительное время после совершения действия.

### Бездействие
Вред объектам уголовно-правовой охраны может быть причинен не только путём активного, но и путём пассивного поведения человека: смерть пациента в результате того, что врач не оказал ему медицинскую помощь, причинение вреда здоровью вследствие несоблюдения техники безопасности.
Последствия такого поведения зачастую являются весьма тяжкими: в качестве примеров можно назвать столкновение парохода «Адмирал Нахимов» и сухогруза «Пётр Васёв», столкновение над Боденским озером, повлёкшие многочисленные человеческие жертвы.
Не любое бездействие является преступным и наказуемым. Помимо общего требования о возможности для лица в конкретной ситуации совершить действие, лицо должно быть обязано совершить такое действие в силу прямого указания закона, иного нормативного акта, родственных и иных взаимоотношений, служебных, профессиональных и договорных обязанностей, либо в силу того, что само создало угрозу причинения вреда.

### Общественно опасные последствия
Общественно опасные последствия (преступные последствия, преступный вред) — это имеющие объективно вредный характер изменения объекта уголовно-правовой охраны (общественного отношения, интереса, блага), возникшие в результате совершения преступного действия или бездействия.
Общественно опасные последствия в уголовном праве выполняют несколько ролей. Во-первых, они их наступление означает окончание процесса преступного посягательства. Во-вторых, они характеризуют нарушенное преступлением состояние охраняемого уголовным законом объекта. В-третьих, они являются доступным для объективной оценки критерием определения тяжести деяния, определяющей тяжесть назначенного наказания.
Последствия могут выражаться как в прямом ущербе (экономическом или физическом), для определения которого имеются чётко установленные критерии, так и в комплексном вреде охраняемым объектам (социальном, психическом, организационном).

### Использованная литература
Российское уголовное право. Общая часть / Под ред. В. С. Комиссарова. — СПб.: Питер, 2005. — 560 с. ISBN 5-469-00606-9.
Уголовное право России. Части Общая и Особенная : Учебник / М. П. Журавлев, А. В. Наумов и др. ; под ред. А. И. Рарога. — М.: ТК Велби, Проспект, 2004. — 696 с. ISBN 5-98032-591-3.
Курс уголовного права. Т. 1 : Общая часть. Учение о преступлении / Под ред. Н. Ф. Кузнецовой, И. М. Тяжковой. — М.: Зерцало—М, 1999. — 592 с. ISBN 5-8078-0039-7.

### Рекомендуемая литература
- Ярмыш Н. Н. Действие как признак объективной стороны преступления (проблемы психологической характеристики). — Харьков: Основа, 1999. — С. 84.
- Малинин В. Б. Объективная сторона преступления. Монография. — СПб.: Изд-во С.-Петербург. юрид. ин-та, 2004. — С. 301.
- Кудрявцев В. Н. Объективная сторона преступления. — М.: Госюриздат, 1960. — С. 244.
- Тимейко Г. В. Общее учение об объективной стороне преступления. — Ростов: Изд-во Рост. ун-та, 1977. — С. 216.
- Ковалев М. И. Проблемы учения об объективной стороне состава преступления. — Красноярск: Изд-во Краснояр. ун-та, 1991. — С. 176.
| Уголовное право: общая часть                    | Уголовное право: общая часть | Уголовное право: общая часть |
| ----------------------------------------------- | --- | ---------------------------- |
| Общие положения                                 | - Принципы уголовного права - Уголовная политика - Уголовно-правовая норма - Уголовное законодательство - Действие уголовного закона в пространстве - Действие уголовного закона во времени - Обратная сила уголовного закона - Экстрадиция - Международное уголовное право - Уголовная ответственность |                              |
| Преступление                                    | - Классификация преступлений - Квалификация преступлений - Состав преступления |                              |
| Стадии совершения преступления                  | - Приготовление к преступлению - Покушение на преступление - Добровольный отказ от преступления |                              |
| Объективные признаки преступления               | - Объект преступления - Предмет преступления - Потерпевший - Объективная сторона преступления - Деяние в уголовном праве - Преступное бездействие - Общественно опасное последствие - Причинная связь в уголовном праве - Способ совершения преступления - Средства и орудия совершения преступления - Место совершения преступления - Время совершения преступления - Обстановка совершения преступления                                                               |                              |
| Субъективные признаки преступления              | - Субъект преступления - Возраст уголовной ответственности - Невменяемость - Ограниченная вменяемость - Ответственность лиц, совершивших преступления в состоянии опьянения - Специальный субъект - Субъективная сторона преступления - Вина (уголовное право) - Умысел - Неосторожность - Невиновное причинение вреда - Преступления с двумя формами вины - Мотив и цель преступления - Аффект - Ошибка в уголовном праве - Уголовно-правовой режим несовершеннолетних |                              |
| Обстоятельства, исключающие преступность деяния | - Необходимая оборона - Причинение вреда при задержании преступника - Крайняя необходимость - Обоснованный риск - Физическое или психическое принуждение - Исполнение приказа или распоряжения |                              |
| Соучастие                                       | - Виды соучастников (исполнитель - организатор - подстрекатель - пособник) - Формы соучастия (группа лиц без предварительного сговора - группа лиц по предварительному сговору - организованная группа - преступное сообщество) - Эксцесс исполнителя |                              |
| Множественность преступлений                    | - Совокупность преступлений - Конкуренция уголовно-правовых норм - Рецидив преступлений - Неоднократность преступлений - Единое преступление |                              |
| Наказание                                       | - Цели наказания - Виды наказаний - Назначение наказания - Условное осуждение - Освобождение от уголовной ответственности - Освобождение от наказания - Помилование - Амнистия - Судимость |                              |
| Иные меры уголовно- правового воздействия       | - Принудительные меры медицинского характера - Принудительные меры воспитательного воздействия - Конфискация имущества |                              |
| По странам                                      | - Уголовное право в Канаде - Уголовное право России |                              |